# Луций Сауфей
Лу́ций Сауфе́й (лат. Lucius Saufeius; I век до н. э.) — римский философ-эпикуреец, современник Марка Туллия Цицерона.
О его жизни известно очень мало; о нём вскользь упоминает Цицерон в трёх письмах к Титу Помпонию Аттику и в третьей книге политического трактата «О государстве», написанного в форме диалога. Проживал в Афинах, иногда посещая Рим. Луций Сауфей, так же, как и его брат Аппий, учился эпикуреизму у Федра. Оба брата были посвящены в Элевсинские мистерии, и посвятили элевсинским богам герму своего схоларха.
Несмотря на то, что проживал он всё время в Афинах (по словам Непота, «из любви к философии»), у него были богатые поместья в Италии. Когда имущество Сауфея в судебном порядке было конфисковано триумвирами, Помпоний Аттик, вероятно, по просьбе Цицерона, добился его возвращения законному владельцу.
Именно через Луция Цицерон передал в Рим одно из писем, находясь в Афинах в середине октября 50 года до н. э.
В своей переписке Марк Туллий часто ставит Сауфея в один ряд с эпикурейцем Патроном, руководителем философской школы в Афинах в 70—51 гг. до н. э., отношения с которыми он поддерживал, по-видимому, под воздействием Аттика, придерживавшегося эпикуреизма, поскольку был в корне не согласен с их мировоззрением, характеризуя его как «скверное», передавая их взгляды следующим образом: «всё относя к себе, считают, что никогда ничего не делается для другого, и утверждая, что благим мужем следует быть для того, чтобы не терпеть бед, а не потому, что это хорошо от природы; не понимают, что говорят о хитром человеке, а не о благом муже».
Тем не менее, в честь Луция и Аппия Сауфеев жители Афин воздвигли статуи на Акрополе.